# Castelnau-Magnoac
Castelnau-Magnoac település Franciaországban, Hautes-Pyrénées megyében. Lakosainak száma 765 fő (2022. január 1.). Castelnau-Magnoac Chélan, Aries-Espénan, Barthe, Cizos, Larroque, Organ, Peyret-Saint-André és Sariac-Magnoac községekkel határos.

## Népesség
A település népességének változása:
| Lakosok száma | 768  | 781  | 811  | 798  | 799  | 799  | 794  | 779  | 765  |
|               | 2013 | 2015 | 2016 | 2017 | 2018 | 2019 | 2020 | 2021 | 2022 |